# 中野雄一郎
中野 雄一郎（なかの ゆういちろう、1939年 - ）は、日本の牧師、伝道師、説教家、神学校講師。
現在、マウントオリーブミニストリーズ代表。JTJ宣教神学校国際部学長。北米ホーリネス教団巡回伝道師。米国JEMS協力伝道師。パブリックスピーキング イン ジャパニーズ代表。

## 経歴
名古屋市生まれ。ハワイ在住。妻中野めい子、3女1男の父、孫6人。16歳の時 結核を患ったことを通してキリストに出会い、受洗、献身。
18歳から 3年間国鉄に勤務。20歳の時 東京聖書学院に入学。卒業後 坂戸キリスト教会にて10年牧会。NHK学園高等学校卒。青山学院大学文学部神学科卒。またアメリカン･バプテスト･ウエスト神学校大学院に学ぶ。サウザン･カリフォルニア神学大学院名誉神学博士号。
1965年 めい子夫人と出会い結婚。北米ホーリネス教団、カリフォルニア州サンロレンゾ、ハワイ州ホノルル教会歴任。1996年1月 エルサレムにて召命を受け巡回伝道開始　（マタイ10:7‐8）。

## 奉仕
- ハワイ　ラジオ　KZOO「明日に向かって」毎朝（月‐金）
- ハワイ　KIKUテレビ「見えますか　愛」
- 講演会（ノンクリスチャン向きアプローチ：例）寅さんと人間関係）
- ビジネスマンセミナー、夫婦セミナー、伝道集会、聖会、リトリート、その他

## 著者
「アイラブユーと言えますか」「一寸先は光」「弱さもっと喜ぼう」「必ず儲かるビジネス」「心の伝わる話し方」　他多数

## 逸話
「小事においては自由、大事においては一致、凡ての事に愛」がモットー